# نیشابور (شهر کهن)
شهر کهن نیشابور به آثار و مانده‌هایی از ابر شهر نیشابور در دوره‌ای تاریخی از ساسانیان تا حمله مغول به نیشابور با مساحت حدود ۳۵۰ هکتار گفته می‌شود. محدودهٔ شهر کهن نیشابور شامل خرابه‌ها یا آثار مدفون در خاک است که طی پژوهش‌های باستان‌شناسی در نیشابور نمایان می‌شود. این محدودهٔ فرضی که دقیقاً مرزهای آن مشخص نیست با وسعتی بسیار در کنارهٔ جنوب شرقی شهر کنونی نیشابور به‌شکل تپه‌ها و خرابه‌های باستانی به نام‌های کُهَندِژ، محوطهٔ آلب‌ارسلان، تپه‌های کارجی، تپهٔ سلطان‌میدان، تپهٔ طلایی، تپهٔ نصیرآباد، تپهٔ کلاتهٔ محمد جان، تپه‌حصار نو، سبزپوشان، شادیاخ، تپهٔ مدرسه، بازار، قنات‌تپه و تپهٔ تاکستان نامور است. این محوطهٔ بزرگ تاریخی و باستانی که تنها باقی‌مانده‌ای از نیشابور کهن از دوران ساسانیان تا حملهٔ مغول می‌باشد، اکنون به دلیل حفاظت نشدن و کندوکاوهای غیرقانونی در حال تخریب است. 
در این محوطهٔ تاریخی، خرابه‌ها کاملاً در زیر خاک مدفون گردیده‌اند اما به وسیلهٔ پشته‌ها و فروافتادگی‌های مزارع کشاورزی و مقدار زیادی سفال و آجر شکسته و آثار مختلفی از حفاری‌های غیرقانونی معلوم و مشخص می‌گردند. نقشه‌های توپوگرافیک از نیشابور قدیم کاملاً دقیق نیست زیرا باستان‌شناسان در نیشابور هنوز موفق به تعیین دقیق محل نیشابور کهن نشده‌اند و همگی بر پایهٔ نیشابور تا پیش از حمله مغول است.
شهر قدیم نیشابور مربوط به دوران‌های تاریخی پس از اسلام است و در حاشیهٔ جنوبی نیشابور کنونی واقع شده و این اثر در تاریخ ۱۶ آبان ۱۳۷۹ با شمارهٔ ثبت ۲۸۶۹ به‌عنوان یکی از آثار ملی ایران به ثبت رسیده‌است.

## جابجایی شهر
شهر نیشابور بارها توسط زلزله‌ها و جنگ‌ها در طول تاریخ نابود گشته و دوباره بنیان شد. نخست نیشابور شهری ایرانی و ساسانی بود در سده میلادی بنا به منابع تاریخی تأسیس شد. در سدهٔ هفتم توسط مسلمانان فتح شد. سپس شهری اسلامی بود که هم از لحاظ جمعیت و هم از لحاظ مساحت رشد فوق‌العاده‌ای یافت و پس از این رشد بود که در اواسط سدهٔ ششم/دوازدهم میلادی در نتیجه جنگ داخلی و هم در نتیجه هجوم غزها و با انهدام روبرو گردید. آن گاه نیشابور کوچکتری بازساخته شد که به وسیله مغول‌ها در سال ۶۱۸ هجری/۱۲۲۱ میلادی ویران گردید. این شهر دگربار ساخته شد و باز زمین‌لرزهٔ ۶۶۶ هجری ۱۲۶۸ میلادی به ویرانی کشیده شد. زمین‌لرزه دگربار شهر را در سال ۸۰۸ هجری ۱۴۰۶ ظاهراً در محلی که از محل اصلی تا حدی متفاوت بود ویران کرد. تنها بعد از همه این ویرانی‌ها و تغییر محل‌ها بود که شهر فعلی نیشابور در محل فعلی ساخته شد. مسجد جامع شهر فعلی نیشابور در سال ۸۹۹ هجری/۱۴۹۴ میلادی ساخته شده است.
بنابر این بعد از تخریب شهر به وسیله مغول‌ها در سال ۶۱۸ ه‍.ق/۱۲۲۱ م شهر بیشتر اهمیتش را از دست داد و کم شدن ارج و قدر نسبت به تاریخش شد.

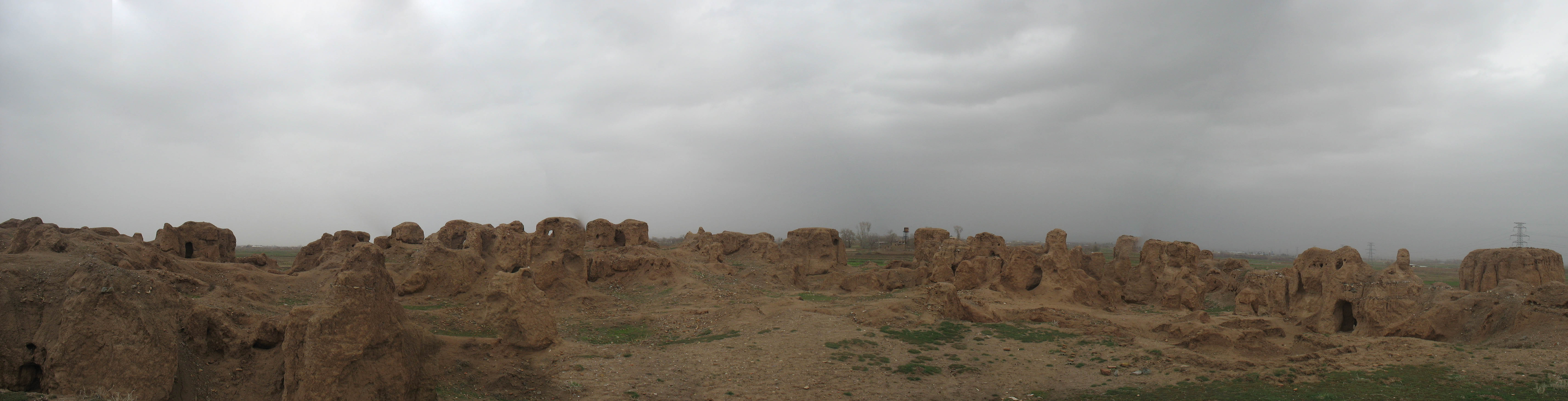
آنچه از نیشابور کهن باقی مانده‌است منطقه‌ای به نام کُهَندِژ یا محوطه آلب ارسلان ناحیه‌ای به وسعت ۳۵۰۰ هکتار، در جنوب شهر کنونی نیشابور است. کهندژ اکنون یکی از مراکز باستان‌شناسی در نیشابور است.

### شهر ساسانی (ابرشهر)
شهر ساسانی نیشابور پیش از اسلام دارای یک دژ نظامی (کُهَندِژ = قهندز) و یک خندق اطراف آن بوده‌است و خارج کهندژ یک شهر دارای حصار با یک خندق اطراف آن قرار داشته‌است که این خندق با خندق اطراف دژ بهم متصل می‌شده‌است. هم چنین یک منطقه مسکونی وجود داشته‌است که به آن انبارده Anbar Deh و در کتب و منابع به اشتباه اینگونه گزارش شده که در اوائل سدهٔ چهارم/دهم م به وسیله عمرو بن لیث صفاری برای توسعه یا ساختن بازار شهر ویران گردیده‌است. در حالی که تا پایان آن سدهٔ در زمان سلطان محمود غزنوی پابرجای بوده‌است.
یک محله در شهر و یک قبرستان در مجاورت انبار ده Anbar Deh وجود دارد که شاه عنبر Shahanbar خوانده می‌شود و نام آن چند بار در منابع ذکر شده‌است. شاه عنبر در مراحل بعدی یک نام اسلامی برای «انبار ده» بوده است. چرا در فتح نیشابور این محله به دلیل کشته شدن تعداد زیادی از مسلمان به «شهیدانبار» مشهور شد.

## دورهٔ اسلامی

### کتابخانه
نیشابور یکی از مراکز کتابخانه‌های بزرگ در تمدن اسلامی بوده‌است، از جمله کتابخانهٔ صابونی نیشابور، کتابخانه دانشگاه دارالاستهٔ نیشابور در سدهٔ چهارم بسیار معروف و مشهور بوده‌است. از دیگر کتابخانه‌های معروف نیشابور قدیم کتابخانهٔ نظامیه، کتابخانهٔ شخصی محمد غزالی، کتابخانهٔ مسجد عقیل با پنج‌هزار کتاب و کتابخانهٔ مدرسهٔ سعدیهٔ نیشابور و کتابخانهٔ مدرسهٔ بیهقیهٔ نیشابور که ابوالحسن بیهقی در سدهٔ چهارم ایجاد کرده‌است، معروف و مشهور بوده‌است. از کتابخانه‌های نیشابور قدیم اثری برجای نمانده‌است. در بین آثار مکشوفه در پژوهش‌های باستان‌شناختی در نیشابور اثری از ساختمان کتابخانه‌های قدیم نیشابور یا آثار مکتوب تا کنون پیدا نشده‌است.

### مسجدها
ایرانیان برای مقابله با بغداد، نیشابور را از جنبه‌های معماری اسلامی بدان پایه رساندند که بیشترین و زیباترین مساجد را در آن ساختند. اولین مسجد را در نیشابور عبدالله بن عامر ساخت. اکنون قدیمی‌ترین مسجد برجای‌مانده در نیشابور مسجد جامع (کنونی) است که در دورهٔ تیموری - سال ۱۴۹۳ م - ساخته شد. مسجدها در نیشابور قدیم به نام «جامع» نیز خوانده می‌شده‌اند و هر کدام معمولاً کتابخانه‌ای بزرگ داشته‌اند مانند جامع منیعی.

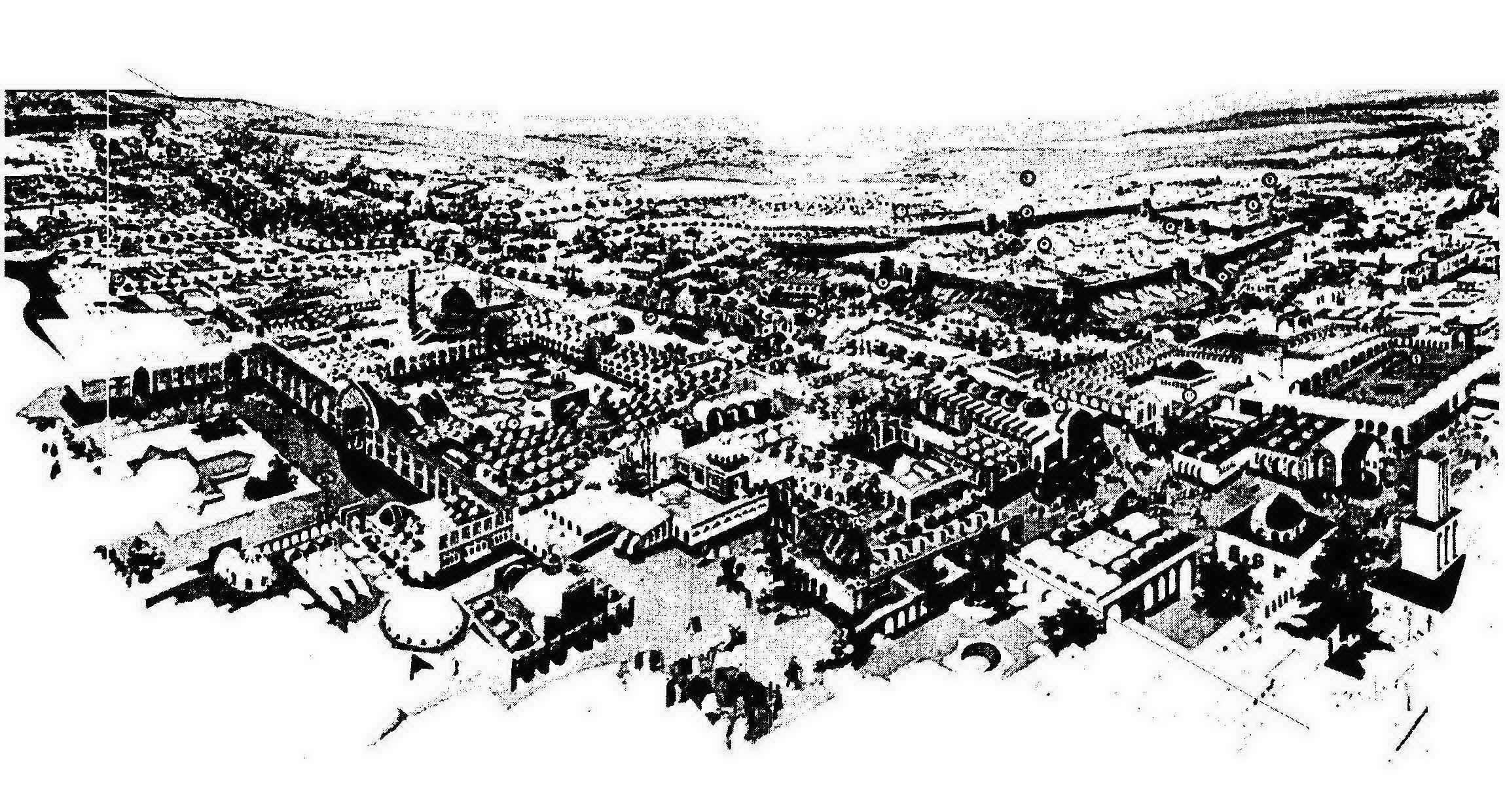
طراحی از نیشابور کهن بر پایه پژوهش‌های باستان‌شناسی که مسجد جامع نیشابور (ابومسلم) در این طراحی نمایان است.

#### مسجد عامر
نخستین مسجد را عبدالله عامر پس از فتح نیشابور ساخت. این مسجد مناره‌ای نداشت و در زمان فرمانروایی یزید بن مهلب منارهٔ آن را ساختند.

#### مسجد جامع
مسجد جامع نشابور را ابومسلم خراسانی ساخت. این مسجد بنا به گفته الحاکم نیشابوری در زمینی، به گستردگی سی جریب ساخته شد و هزار ستون داشت و یکصد خدمتگزار کارهای آن را انجام می‌دادند. حوض و یخچال بزرگی در میانهٔ سر آن داشت و شصت‌هزار تن در آن در هر نوبت نماز می‌گذاردند.
این مسجد دارای دو گلدسته بود که نسبت به دیگر ساختمان‌ها، کوچک می‌نمود و منصور پسر طلحه پسر طاهر آن‌ها را ویران کرد و بر جای آن گلدسته‌ای بلند ساخت؛ ولی پس از چندی آن گلدسته به سویی متمایل گشت و یعقوب لیث، آن را ویران کرد و گلدستهٔ بزرگتری بر جای آن ساخت؛ آن گاه معماران نیشابوری در زمان خمارتکین آن را نیز خراب کردند و گلدسته‌ای بلندتر و باشکوه تر به جای آن ساختند که هنگامی که باد می‌آمد، مانند شاخ درخت، تکان می‌خورد بی آن که آجری از آن بیفتد که این گلدسته به منار جنبان نیشابور مشهور بود.
این مسجد دارای منبری بسیار باشکوه نیز بود که بدین روی بدان، مسجد المنبر نیز می‌گفتند؛ که به فرمان عمرو لیث در میدان معروف به لشکرگاه ساخته شده بود و سقف آن، بر ستون‌هایی از آجر متکی بود و پیرامون مسجد، سه رواق و دیوار مسجد با کاشی‌های زراندود آراسته بود و یازده در داشت.

#### مسجد مطرز
مسجد مطرز که بسیاری از بزرگان و دانشمندان در آن تدریس می‌کردند، با چوب‌های منقش و تذهیب‌شده تزیین شده بود که در هنگام حملهٔ غزان آن را آتش زدند. الحاکم نیشابوری می‌گوید «وسعت این مسجد، چنان بود که در یک نوبت دوهزار نفر در آن نماز می‌گذاردند».

#### جامع منیعی
جامع منیعی که نامش از مؤسس آن، ابوعلی حسان بن سعید، که به مناسبت جد وی به او منیعی می‌گفتند، برگرفته شده بود نیز مسجدی بزرگ در نیشابور بوده‌است. در سدهٔ پنجم در بعضی شهرهای اسلامی آن زمان رسم بود اگر عالمی بزرگ از دنیا می‌رفت شاگردان او در مقام سوگواری دوات و قلم خود را می‌شکستند. در نیشابور و در این مسجد نیز هنگامی که امام الحرمین جوینی درگذشت «چهار صد تن از شاگردان او، دوات و قلم خود را شکستند و تا یک سال بدون قلم و داوت و وسایل نوشتن گذراندند. منبر او را در مسجد جامع منیعی در نیشابور شکستند، شاگردان دور نیشابور می‌گردیدند و برای او نوحه گری می‌کردند، تا یک سال سرها برهنه بود، و هیچ‌یک از بزرگان و روسای نشابور جرئت پوشانیدن سر خود را نداشت.»
نام کامل مؤسس مسجد جامع منیعی نیشابور، ابوعلی حسان بن سعید بن حسان بن محمد بن احمد بن عبدالله بن محمد بن منیع بن خالد بن عبدالرحمن بن سیف‌الله خالد بن ولید مخزومی، است.
این مسجد و کتابخانهٔ آن در پی حملهٔ غزها به نیشابور نابود شد.

### کلیساها
بنای کلیسای مسیحیان در سده‌های آغازین اسلام، هنوز باقی بوده‌است. با حملهٔ مغول، تمام سکنه، از جمله مسیحیان شهر کشته شدند و کلیساها تخریب شد و دیگر جایگزین و بازسازی نشدند. در کتاب اسرارالتوحید نوشته شده که «روزی شیخ ما ابوسعید در نشابور برنشسته بود (سوار بر اسب بود) و با جمع به جایی می‌رفت. به در کلیسایی رسید». روشن است که در نیشابور قدیم کلیسا فراوان بوده‌است که اینجا به یکی از آن‌ها اشاره می‌رود، چنان‌که اگر تنها یک کلیسا در این شهر می‌بود کافی بود که محمد بن منور در اسرار التوحید می‌نوشت «به در کلیسا رسید».

## محله‌ها و کاخ‌ها
شهر کهن نیشابور پیش از حملهٔ مغول به نیشابور بیش از چهل و هفت محلهٔ معروف و بزرگ داشته‌است.

### شادیاخ

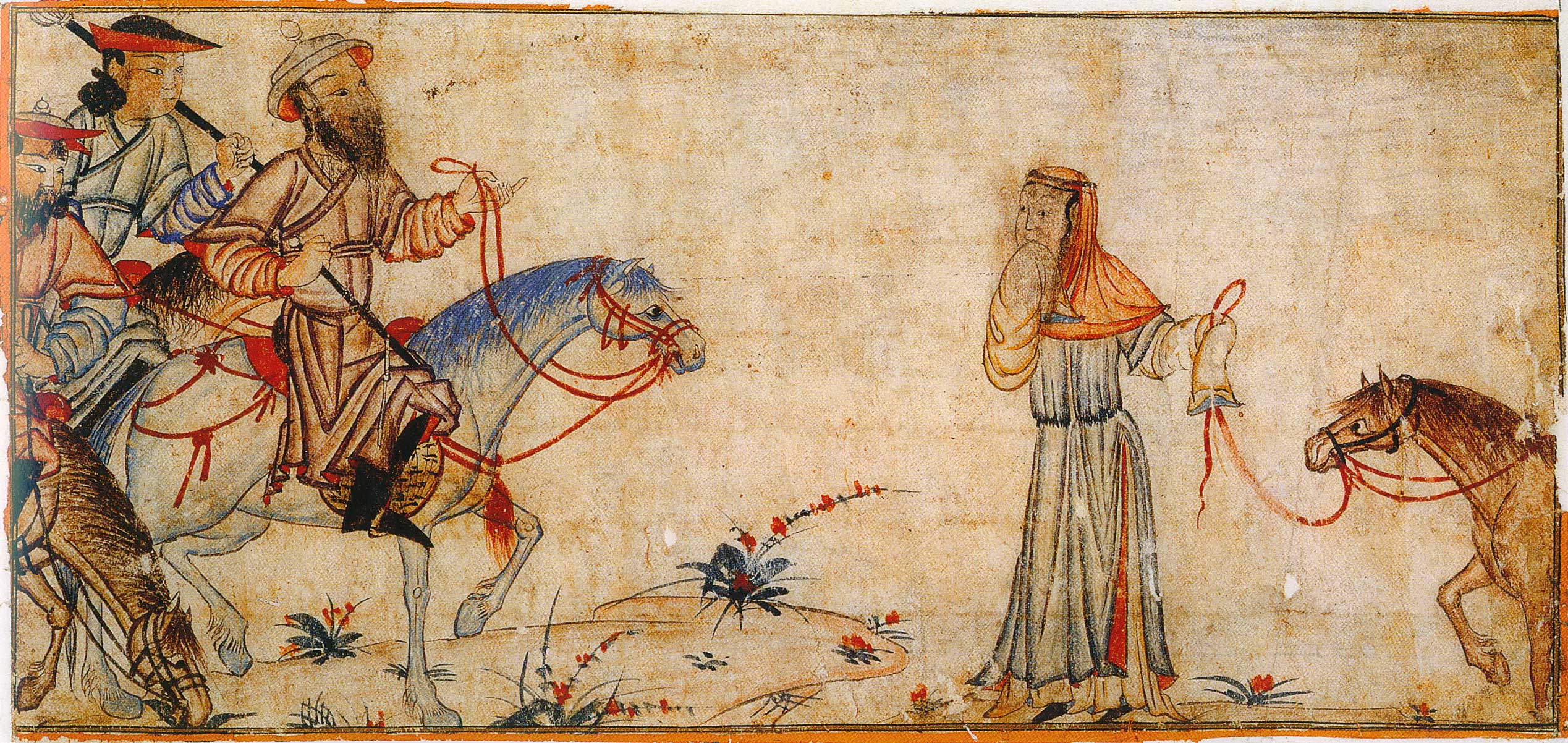
نگاره‌ای ز کتاب جامع التواریخ مربوط به داستان بنیان نهادن کاخ شادیاخ در نیشابور

شادْیاخ یا شادی کاخ یا شادی یاخ یکی از محله‌های نیشابور (شهر کهن) بوده‌است که از اوایل سدهٔ سوم هجری مسکونی شده و تا سال ۶۶۹ هجری که زمین‌لرزه آن را در هم درنوردیده، اهمیت ویژه‌ای داشته‌است. این محله به سبب کاخی که عبدالله بن طاهر به نام شادیاخ در آن بنا نهاد به این نام شهرت یافت. این محله یکی از محله‌های اشراف نشین نیشابور در گذشته و محل سکونت و زندگی امیران پادشاهان هنرمندان و نویسندگان درباری بوده. به طوری که امیران سلسله‌های طاهریان و سلجوقیان مرکزشان در نیشابور این کاخ معروف بوده‌است. ویرانی این کاخ با هم‌زمان حمله مغول به نیشابور بود و با زلزله ۱۲۸۱ دیگر کاملاً متروک و مدفون شد. شادیاخ نام کاخ محله باغ اطراف این منطقه در نیشابور نیز بوده‌است.
این مکان اکنون یکی از مراکز باستان‌شناسی در نیشابور که بخشی از بقایای شهر کهن نیشابور در آن محل نهفته، است.
این محوطه، در شمار آثار تاریخی ملی به‌شمار می‌رود و شماره ثبت آن ۱۰۹۱۰ می‌باشد.

### حیره

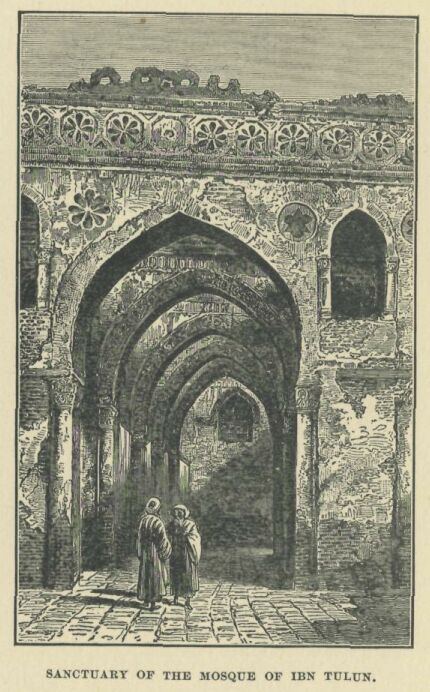
مسجد ابن طولون.Wilkinson, Charles K پس از پژوهش‌های باستان‌شناسی در نیشابور به این باور رسید که مسجد محله حیره (نیشابور) همانند مسجد ابن طولون در فسطاط، قاهره بوده

حیره محله‌ای بزرگ و اشراف‌نشین در نیشابور قدیم بوده‌است. سبب شهرت این محلهٔ بزرگ به حیره سکونت مهاجران عرب از حیره عراق در این‌جا بوده‌است. این محله و بازار آن با دروازه در غرب به راه‌ها متصل بوده‌است. این محله آن چنان در آن زمان بزرگ بوده‌است که به عنوان یکی از شهرهای نیشابور شناخته می‌شده‌است و متصل به شهر بوده.
گورستان حیره نیشابور محل دفن سرشناس‌ترین اهالی نیشابور بوده‌است. از جمله عمر خیام. همچنین این محله امروزه یکی از مکان‌های باستانی‌شناسی در نیشابور به حساب می‌آید.Wilkinson, Charles K پس از پژوهش‌های باستان‌شناسی در نیشابور به این باور رسید که مسجد این محله همانند مسجد ابن طولون در فسطاط، قاهره بوده‌است.

### بوی‌آباد
بویْآباد از محله‌های نیشابور (شهر کهن) بوده‌است. نام این محله جزو چهل و هفت محله معروف نیشابور قدیم در کتاب تاریخ نیشابور (الحاکم) آمده‌است. فضای این محله به سبب درختان و گل‌های بسیاری که داشته به بوی‌های خوش معطر می‌گشته بدین سبب به بوی آباد مشهور بود. این محله محل زندگی سنباد نیز بوده و پس از واقعه‌ای به گندآباد شناخته شد. همچنین ابومسلم خراسانی در ابتدای ورود به نیشابور در کاروان‌سرای این محله فرود آمده‌است.